# Clarence DeMar
Clarence Harrison DeMar, född 7 juni 1888 i Madeira i Ohio, död 11 juni 1958 i Reading i Massachusetts, var en amerikansk friidrottare.
DeMar blev olympisk bronsmedaljör på maraton vid sommarspelen 1924 i Paris.